# Ceuthophilus pallescens
Ceuthophilus pallescens är en insektsart som beskrevs av Bruner, L. 1891. Ceuthophilus pallescens ingår i släktet Ceuthophilus och familjen grottvårtbitare. Inga underarter finns listade i Catalogue of Life.